# 토마스 은코노
토마스 은코노(프랑스어: Thomas "Tommy" N'Kono, 1956년 7월 20일 ~ )는 카메룬의 전 축구 선수이자, 현 축구 지도자다. 포지션은 골키퍼였으며, 골키퍼로서는 처음으로 아프리카 올해의 축구 선수상을 수상하기도 했다.

## 경력
- 1982년 아프리카 네이션스컵 국가대표
- 1982년 FIFA 월드컵 국가대표
- 1984년 아프리카 네이션스컵 국가대표
- 1986년 아프리카 네이션스컵 국가대표
- 1990년 아프리카 네이션스컵 국가대표
- 1990년 FIFA 월드컵 국가대표
- 1994년 FIFA 월드컵 국가대표

## 수상
카메룬
- 1984년 아프리카 네이션스컵 우승
- 1986년 아프리카 네이션스컵 준우승

개인
- 아프리카 올해의 축구 선수상 : 1979, 1982
- 아프리카 네이션스컵 베스트 11 : 1982, 1986